# Gisella Bonomi
Gisella Bonomi (Santa Rosa, La Pampa, 19 de marzo de 2000) es una balonmanista argentina, que ha formado parte de la selección femenina de balonmano playa de Argentina o «Las Kamikazes», ganadora de dos medallas de oro y una de bronce. Fue elegida abanderada de la delegación argentina en los Juegos Suramericanos de Playa de 2019.
Formó parte del plantel que obtuvo la medalla de bronce en el Mundial de Mauricio de 2017, certamen donde fue elegida como la mejor pivot. Ganó el Campeonato Panamericano de Paraguay en el mismo año.
En los Juegos Olímpicos de la Juventud 2018 celebrados en Buenos Aires, Argentina, representó a su país en la disciplina de balonmano playa, certamen donde con su selección obtuvo la medalla dorada derrotando en la final al seleccionado femenino de Croacia.
En los IV Juegos Suramericanos de Playa en Rosario, Argentina, obtuvo una medalla dorada en la disciplina de balonmano playa derrotando en la final al seleccionado femenino de Brasil.
En el Campeonato Mundial de China 2024, obtuvo la medalla de plata. Siendo este un logro histórico para el deporte argentino.
En los Juegos Olímpicos de París 2024 se desarrollará una exhibición de Beach Handball. Gisella formará parte de uno de los 6 equipos compuestos por estrellas mundiales del deporte, que buscaran convencer al Comité Olímpico Internacional para que el beach forme parte de Los Ángeles 2028. 

## Logros

### Podios
| Año  | Lugar        | Rival   | Marcador | Resultado |
| ---- | ------------ | ------- | -------- | --------- |
| 2018 | Buenos Aires | Croacia | 2–0      | Oro       |
| 2019 | Rosario      | Brasil  | 7-6      | Oro       |